# 高祖保
高祖 保（こうそ たもつ、1910年〈明治43年〉5月4日 - 1945年〈昭和20年〉1月8日）は、日本の詩人。

## 略歴
1910年（明治43年）5月4日、岡山県邑久郡牛窓町（現：瀬戸内市）の素封家に生まれる。
1919年（大正8年）、前年の父の死去を機に分家し、母の実家がある滋賀県犬上郡彦根町（現：彦根市）の外馬場に移り住む。
彦根尋常高等小学校（現：彦根市立城東小学校）を卒業。
1928年（昭和3年）、滋賀県立彦根中学校（現：滋賀県立彦根東高等学校）を卒業。
1930年（昭和5年）12月、金沢の第九連隊第一中隊に、幹部候補生として入隊。
1932年（昭和7年）、母と別居し、國學院大学附属高等師範部に入学。
1933年（昭和8年）、第一詩集『希臘十字』を発表。
1936年（昭和11年）、國學院大学附属高等師範部を卒業し、叔父の経営する貿易商社に入社。
1937年（昭和12年）、結婚。叔父の死去にともない宮部姓を継ぎ、社長に就任。
1941年（昭和16年）、第二詩集『禽のゐる五分間写生』を発表。
1942年（昭和17年）、第三詩集『雪』を発表。この翌年、同詩集は文藝汎論詩集賞を受賞。
1944年（昭和19年）、第四詩集『夜のひきあけ』を発表。陸軍少尉として応召され、南方戦線に送られる。第五詩集として準備していた『独楽』は未刊に終わった。
1945年（昭和20年）1月8日、ビルマ（現：ミャンマー）にて戦病死。享年34。
1947年（昭和22年）、保の詩友、遺族らの手により『高祖保詩集』が刊行される。堀口大學は同書巻頭の悼詩において、その玲瓏な詩風を詩集『雪』にちなみ「『雪』の詩人」と評した。

## 著作
- 希臘十字（1933年）
- 禽のゐる五分間寫生（1941年）
- 雪（1942年）
- 夜のひきあけ（1944年）
- 高祖保詩集（1947年）
- 高祖保詩集（1988年）
- 高祖保書簡集（2008年）龜鳴屋
- 高祖保随筆集　庭柯のうぐひす（2014年）龜鳴屋
- 高祖保集 詩歌句篇（2015年）龜鳴屋